# Kniestuhl

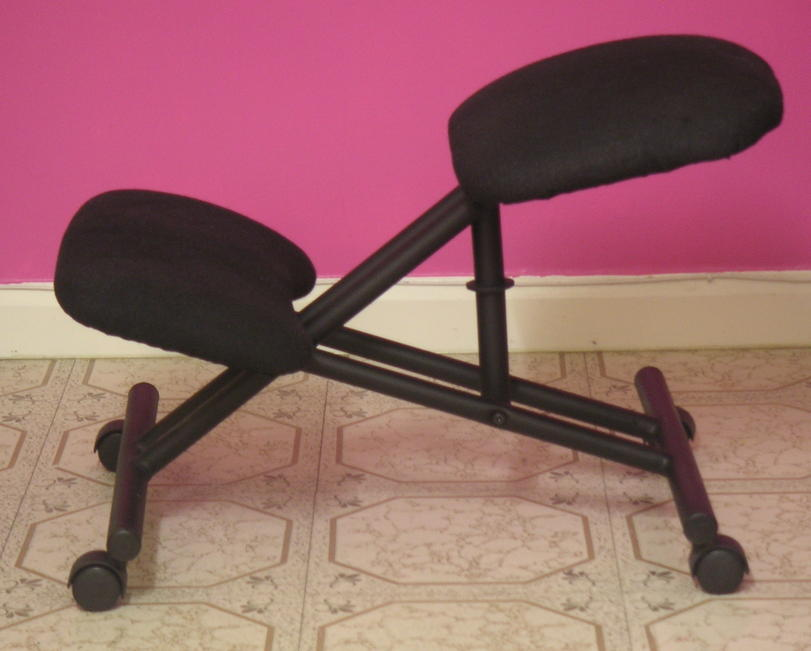
Einfacher Kniestuhl

Ein Kniestuhl oder Kniehocker ist ein Stuhl beziehungsweise Hocker ohne Rückenlehne, der kniend verwendet wird. Unter dem Begriff werden gepolsterte Möbelstücke oder einfache Hocker für die Gartenarbeit geführt. Die Bezeichnung ist uneinheitlich.

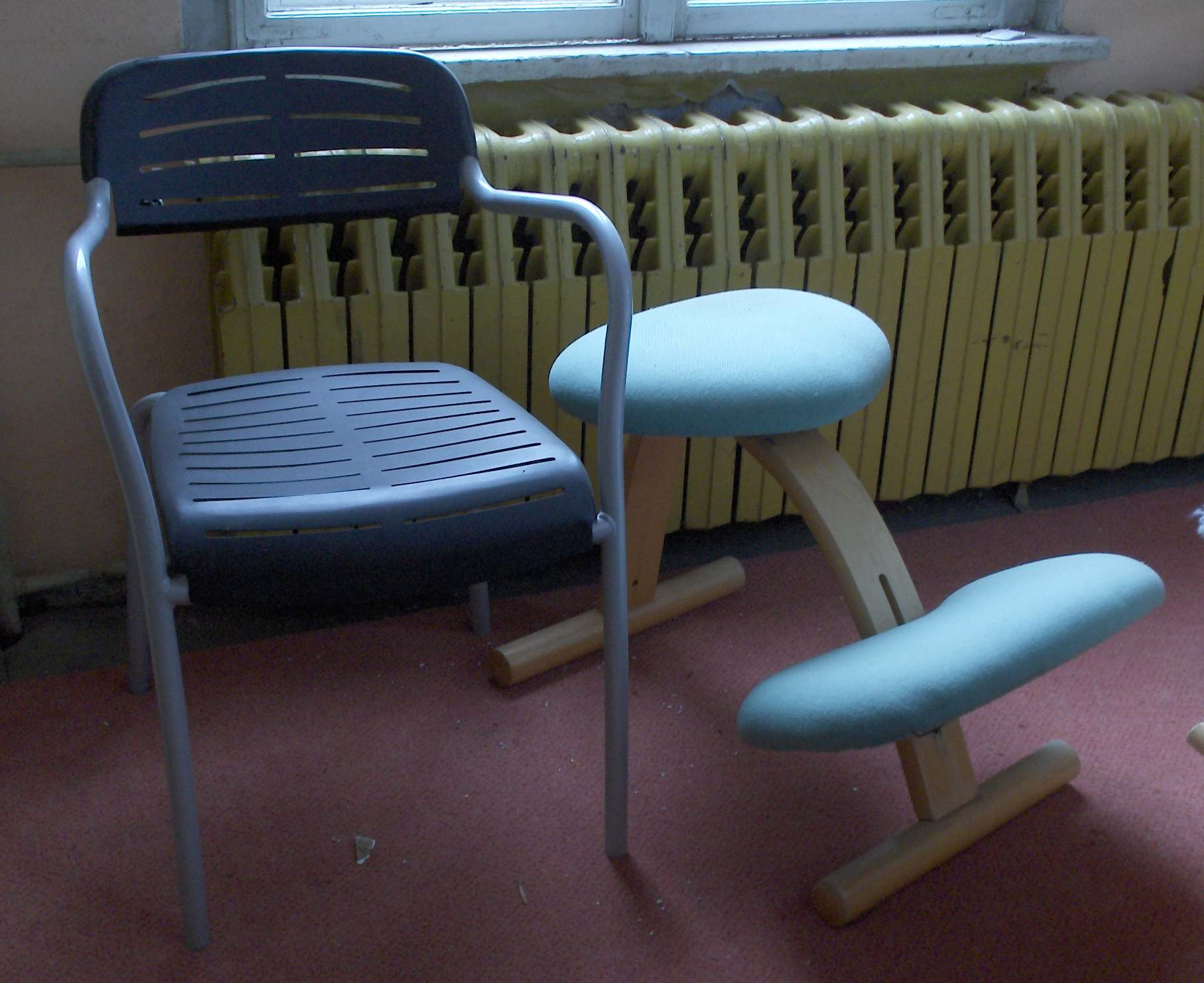
Kniestuhl aus Massivholz neben gewöhnlichem Metallstuhl

## Orthopädischer Kniestuhl
Der Orthopädische Kniestuhl, manchmal auch Computerstuhl oder Gesundheitsstuhl genannt, ist ein gepolstertes Sitzmöbel, das ähnlich wie ein Drehstuhl aufgebaut ist. Der Unterschied ist, dass keine Rückenlehne angebracht ist, sondern nur eine Sitzfläche und eine Stützfläche für den Unterschenkel und das Knie montiert ist, die sich unter der Sitzfläche befindet. So „kniet“ man quasi auf dem Stuhl.
Die ersten orthopädischen Kniestühle wurden Mitte der achtziger Jahre unter der Bezeichnung Balans angeboten.
Laut Hersteller nehme man durch die kniende Körperhaltung eine natürlichere Rückenstellung ein, wodurch Wirbelsäule und Zwerchfell entlastet und die Durchblutung verbessert würden. Die Notwendigkeit, den Körper aktiv auszubalancieren, soll die Rückenmuskulatur stärken.
Da dem menschlichen Körper allgemein ein längeres Verharren in einer bestimmten Stellung nicht zuträglich ist, empfiehlt es sich, öfter die Sitzposition zu wechseln, indem beispielsweise zwischen verschiedenen Sitzmöbeln abgewechselt wird.

## Gartenkniestuhl
Unter der Bezeichnung Kniestuhl, Kniehocker, Gartenhocker oder Pflanzhocker werden auch kombinierte Sitz- und Kniestühle für die Gartenarbeit geführt. Diese Hocker erleichtern Gartenarbeiten, die im Knien ausgeübt werden, und können umgedreht auch als Sitz verwendet werden.
Arthrose oder eine Hüft- oder Knieprothese können kniende Gartenarbeiten besonders beschwerlich machen. Die Polsterung des Gartenkniestuhls macht kniende Arbeiten angenehmer und erleichtert durch seitlich angebrachte Griffe das Aufstehen.

## Sattelsitz

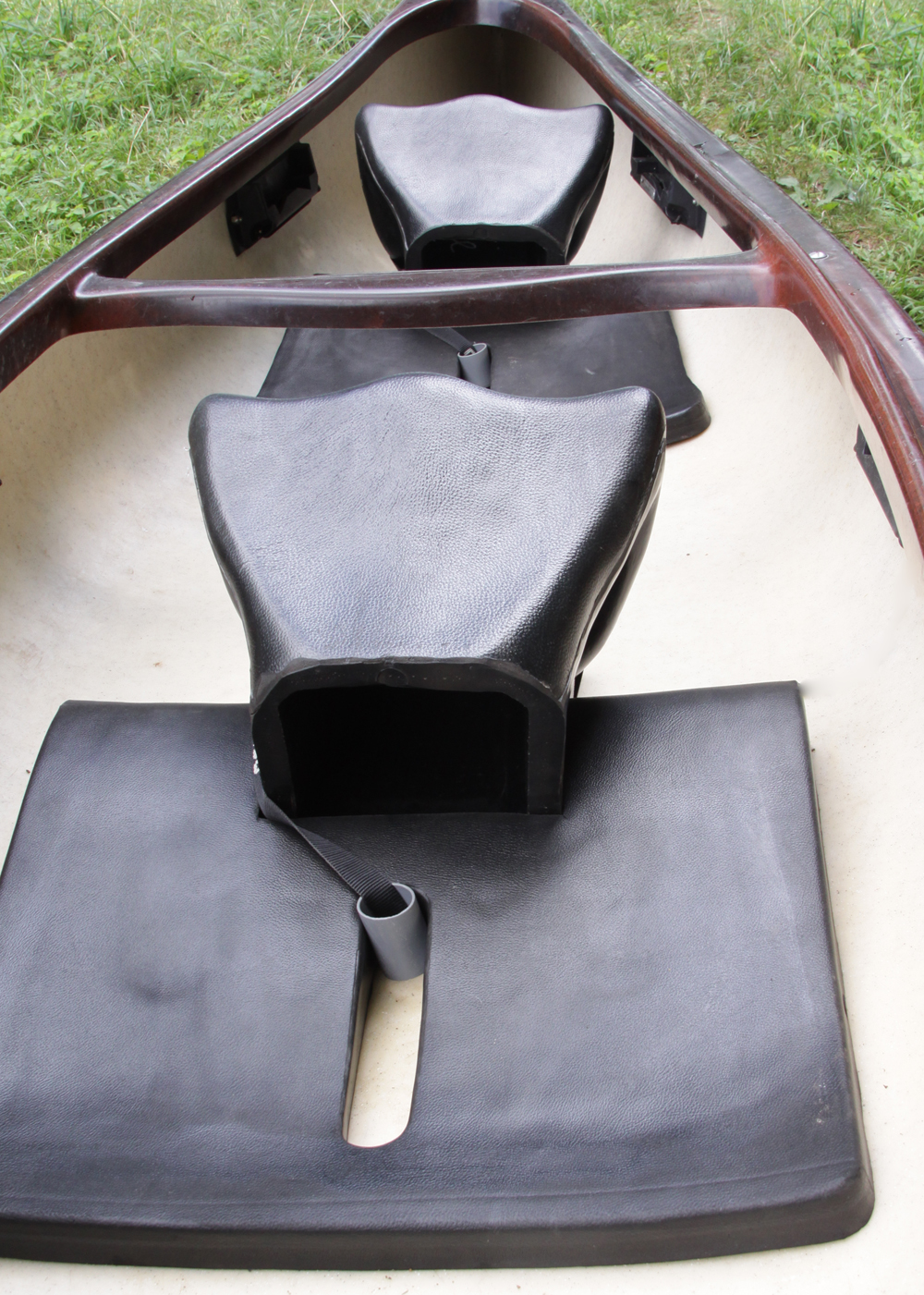
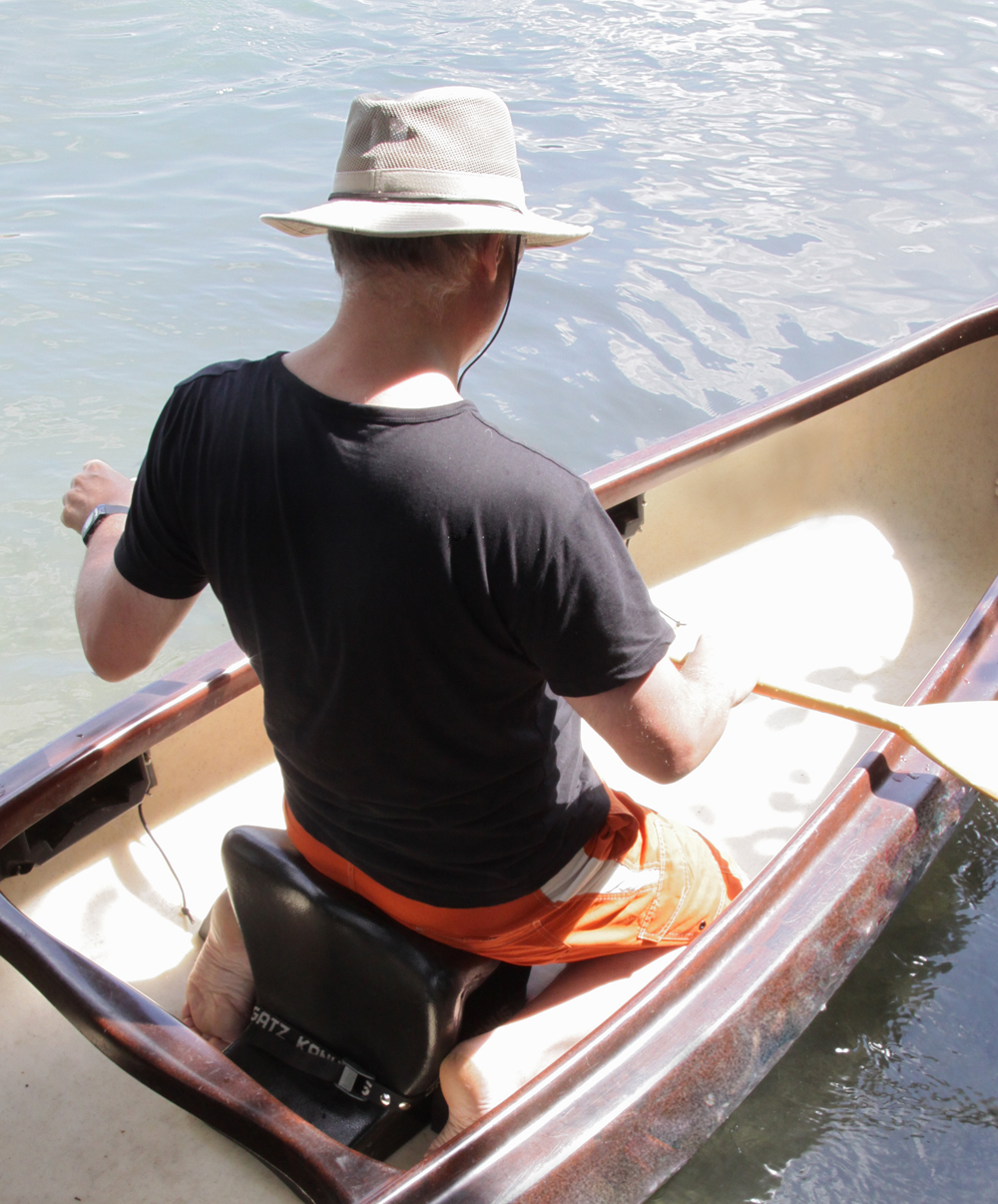
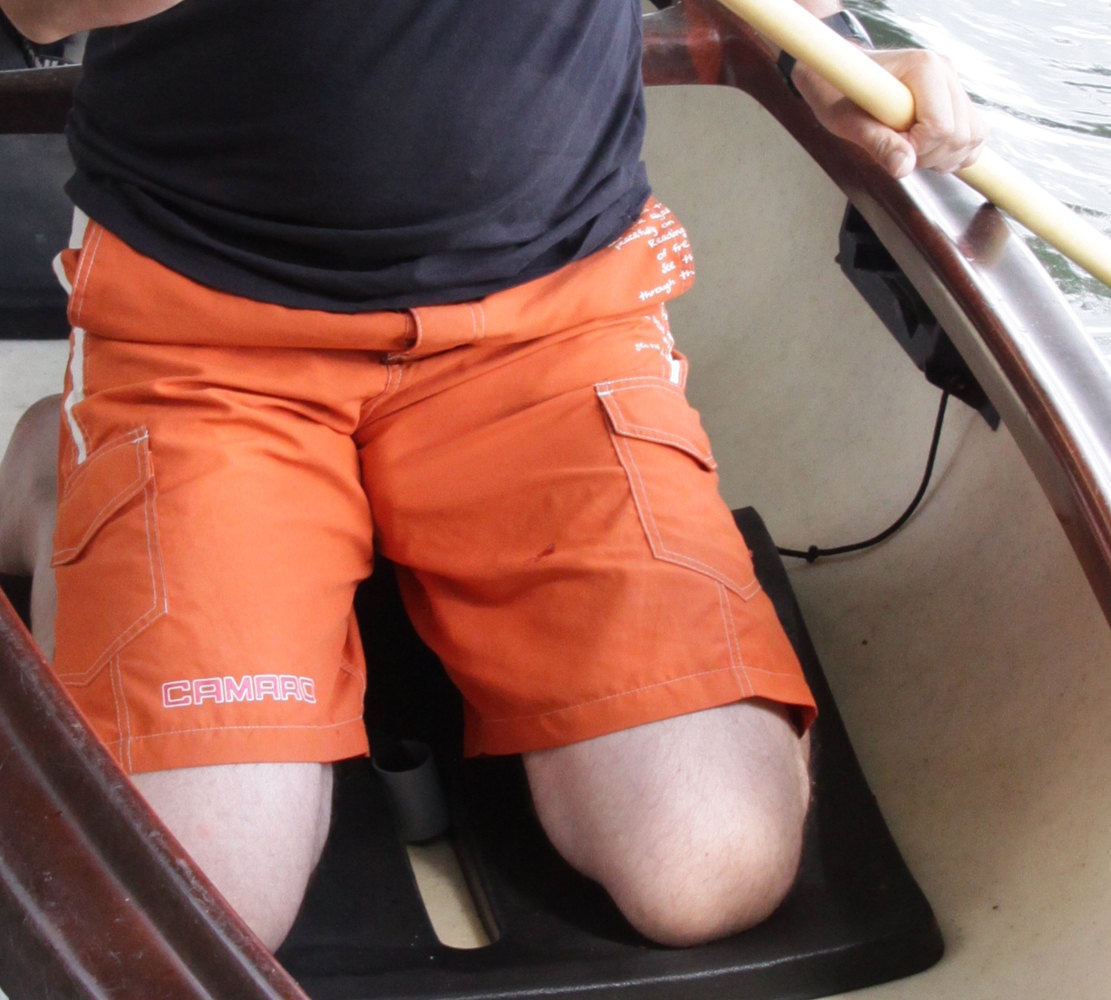

Beim Wasserwandern werden Sattelsitze in Kanadiern (Paddelboote) verwendet werden. Sie entlasten die Wirbelsäule und erhöhen die Bequemlichkeit. Die Knie ruhen dabei auf einer Kniematte, die häufig aus PU-Schaum besteht.
Durch die kniende Haltung und die Verwendung einer Kniematte wird diese Form des Sattelsitzes umgangssprachlich auch als „Kniestuhl“ bezeichnet.